# 鐵皇冠勳章
鐵皇冠勳章是奧地利帝國和奥匈帝国设立的一项高级功绩勋章奖励。1815年，奥地利帝国皇帝弗朗茨二世设立了铁皇冠勋章。
铁皇冠勋章共设有三个等级，在1884年以前，获颁任意等级的铁皇冠勋章的同时都会自动获得世袭贵族地位。与三级铁皇冠勋章配套的是骑士爵位，与二级铁皇冠勋章配套的是男爵爵位，与一级铁皇冠勋章配套的是枢密院成员头衔、“阁下”尊称以及出席朝會的权利。根据勋章相关条例，在全帝国境内，在任何时候，拥有该勋章的人数都是有限的。一级版本获颁者人数限额为20，二级为30，三级为50，因此在任何时候，拥有该勋章的总人数都不能超过100。